# Cohors III Nerviorum

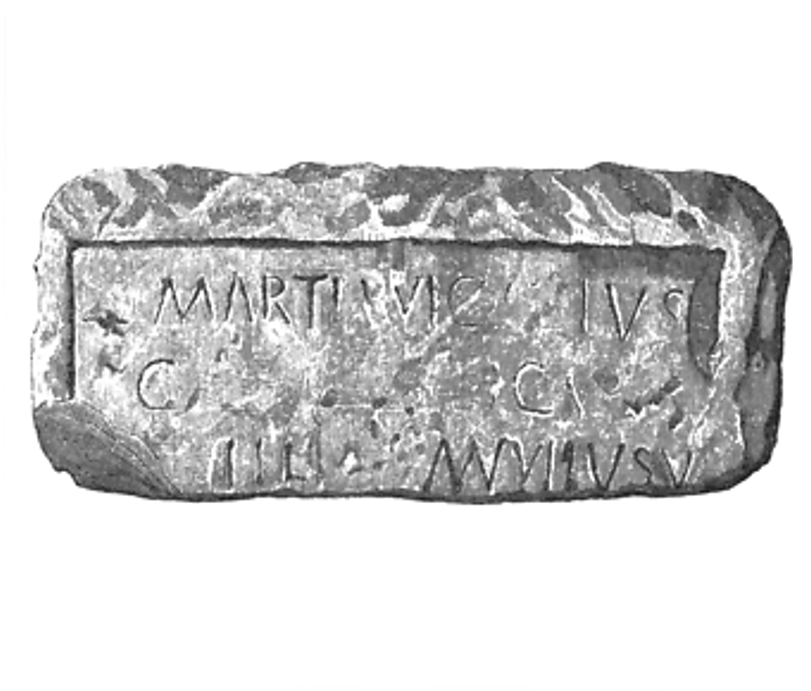
Die Inschrift, gewidmet von Titus Caninius

Die Cohors III Nerviorum (deutsch 3. Kohorte der Nervier) war eine römische Auxiliareinheit. Sie ist durch Militärdiplome, eine Inschrift, ein Bleisiegel und die Notitia dignitatum belegt. In der Notitia dignitatum wird sie als Cohors tertia Nerviorum bezeichnet.

## Namensbestandteile
- Cohors: Die Kohorte war eine Infanterieeinheit der Auxiliartruppen in der römischen Armee.

- III: Die römische Zahl steht für die Ordnungszahl die dritte (lateinisch tertia). Daher wird der Name dieser Militäreinheit als Cohors tertia .. ausgesprochen.

- Nerviorum: der Nervier. Die Soldaten der Kohorte wurden bei Aufstellung der Einheit aus dem Volksstamm der Nervier auf dem Gebiet der römischen Provinz Gallia Belgica rekrutiert.

- civium Romanorum: der römischen Bürger. Den Soldaten der Einheit war das römische Bürgerrecht zu einem bestimmten Zeitpunkt verliehen worden. Für Soldaten, die nach diesem Zeitpunkt in die Einheit aufgenommen wurden, galt dies aber nicht. Sie erhielten das römische Bürgerrecht erst mit ihrem ehrenvollen Abschied (Honesta missio) nach 25 Dienstjahren. Der Zusatz kommt in dem Militärdiplom von 140/154 vor.[1][A 1]

Da es keine Hinweise auf die Namenszusätze milliaria (1000 Mann) und equitata (teilberitten) gibt, ist davon auszugehen, dass es sich um eine Cohors quingenaria peditata, eine reine Infanterie-Kohorte, handelt. Die Sollstärke der Einheit lag bei 480 Mann, bestehend aus 6 Centurien mit jeweils 80 Mann.

## Geschichte
Die Kohorte war in der Provinz Britannia stationiert. Sie ist auf Militärdiplomen für die Jahre 122 bis 135 n. Chr. aufgeführt.
Die Einheit wurde möglicherweise um 71 unter Quintus Petillius Cerialis in die Provinz Britannia verlegt. Der erste Nachweis in Britannien beruht auf einem Diplom, das auf 122 datiert ist. In dem Diplom wird die Kohorte als Teil der Truppen (siehe Römische Streitkräfte in Britannia) aufgeführt, die in der Provinz stationiert waren. Weitere Diplome, die auf 124 bis 135 datiert sind, belegen die Einheit in derselben Provinz.
Letztmals erwähnt wird die Einheit in der Notitia dignitatum mit der Bezeichnung Cohors tertia Nerviorum für den Standort Alione. Sie war unter der Leitung eines Tribuns Teil der Truppen, die dem Oberkommando des Dux Britanniarum unterstanden.

## Standorte
Standorte der Kohorte in Britannia waren möglicherweise:
| - Alione: die Einheit wird in der Notitia dignitatum für diesen Standort aufgeführt. - Trimontium (Newstead): ein Bleisiegel mit der Inschrift C III NER wurde hier gefunden. | - Vindolanda (Chesterholm): eine Inschrift wurde hier gefunden. |

## Angehörige der Kohorte
Ein (mutmaßlicher) Kommandeur der Einheit, [T(itus)] Caninius ist durch eine Inschrift bekannt.